# Musca elatior
Musca elatior este o specie de muște din genul Musca, familia Muscidae, descrisă de Villeneuve în anul 1937. Conform Catalogue of Life specia Musca elatior nu are subspecii cunoscute.